# Peter Meilchen
Peter Meilchen (* 13. Dezember 1948 in Linz am Rhein; † 27. Oktober 2008 in Neheim) war ein deutscher Maler, Grafiker, Fotograf und Autor.

## Leben
Meilchen, der nach dem Kunststudium 1983 nach Neheim zog, leitete zusammen mit Jürgen Diehl († 2003) in den 1980er und 1990er Jahren das Designbüro „Scala“. Ab den 1990er Jahren widmete er sich nur noch der Kunst.
Er gehörte 1983 zu den Gründungsmitgliedern der Ateliergemeinschaft „Der Bogen“. In diesem Rahmen wurde er durch seine Fotografien, Grafiken, Malereien und seine schriftstellerische Tätigkeit bekannt. Ebenfalls förderte er Jugendliche in der Malerei durch ein Projekt des St. Ursula Gymnasiums in Neheim. Meilchen hat außerdem junge Künstler durch Vorbereitungskurse auf die Aufnahme in den Kunstschulen vorbereitet. Er war bekannt als ein „bunter Vogel“, der bevorzugt Schwarz und Weiß trug, der deshalb auch in Künstlerkreisen „Der Mann mit den weißen Schuhen“ genannt wurde.
Meilchen starb an einer Krebserkrankung. Er liegt auf dem Arnsberger Friedhof „Rumbecker Holz“ begraben.

## Ausstellungen (Auswahl)
- 1980: Kunstverein Emmerich
- 1984: Klingenmuseum Solingen
- 1886: EXPONATA Münster
- 1988: Kunstverein Gütersloh
- 1989: Deventer / Niederlande
- 1999: Torhaus Rombergpark / Dortmund
- 2000: Kunstverein Dorsten
- 2001: Museum Stichting Freriks in Winterswijk / Niederlande
- 2013: Werkstattgalerie DER BOGEN, Arnsberg
- 2014: Kunstverein Linz am Rhein

## Publikationen
- 1983: Spiegelkabinett für sorglose Optimisten
- 1984: HSK Kunst
- 1986: Portfolio Photographie
- 1986: Wasser IGBK
- 1988: Kunst und Willkür
- 1992: Schland
- 1998: Der Bogen bei Thorn
- 2000: Dialog, Kunstverein Dorsten[2]

## Aus dem Nachlass
- 2010: Schland – DVD, Edition Das Labor, Mülheim an der Ruhr
- 2011: Texte – Hörbuch, Edition Das Labor, Mülheim an der Ruhr
- 2012: Beobachtungen eines Unsichtbaren – DVD, Edition Das Labor, Mülheim an der Ruhr
- 2013: Schimpfen – Roman, Edition Das Labor, Mülheim an der Ruhr[3]
- 2014: Wortspielhalle – Katalog, Edition Das Labor, Mülheim an der Ruhr
- 2018: 630 – Katalog, Edition Das Labor, Mülheim an der Ruhr

## Auszeichnungen
- 2001: Das Hungertuch ein Künstlerpreis[4]